# Prix Alfred-Bauer
Le prix Alfred-Bauer (Alfred-Bauer Preis) est une récompense cinématographique de la catégorie des Ours d'argent, remise par le jury de la compétition internationale lors de la Berlinale de 1987 à 2019.

## Historique
Créé en hommage à Alfred Bauer, directeur fondateur de la Berlinale jusqu'en 1976 et mort en 1986, le prix est décerné, à partir de 1987, à un film qui ouvre de nouvelles perspectives dans l'art cinématographique ou offre une vision esthétique novatrice et singulière.
En janvier 2020, un article de l'hebdomadaire allemand Die Zeit révèle qu'Alfred Bauer avait entretenu des liens assez forts avec le régime nazi pendant la guerre. Alors qu'il était relativement connu que Bauer avait travaillé pour l'office du cinéma du gouvernement nazi durant les années 1940, l'article indique qu'il aurait été beaucoup plus étroitement affilié au parti qu'on ne le supposait, et avait été un rouage essentiel de l’appareil de propagande nazie. Dans la foulée de cette déclaration, la direction du festival annonce la suspension immédiate du prix et le début d'une enquête externe.
En août 2020, la direction de la Berlinale confirme que le prix ne sera plus attribué. Le prix du jury est créé en compensation.

## Palmarès
| Année | Film                            | Titre original                               | Réalisateur         | Pays                                            |
| ----- | ------------------------------- | -------------------------------------------- | ------------------- | ----------------------------------------------- |
| 1987  | Mauvais Sang                    |                                              | Léos Carax          | France                                          |
| 1989  | Le Serviteur                    | Слуга, Sluga                                 | Vadim Abdrachitov   | Union soviétique                                |
| 1990  | La Garde                        | Караул, Karaul                               | Alexandre Rogojkine | Union soviétique                                |
| 1992  | Infinitas                       | Бесконечность, Beskonechnost                 | Marlen Khoutsiev    | Russie                                          |
| 1994  | Hwaomkyung                      |                                              | Jang Sun-woo        | Corée du Sud                                    |
| 1996  | Le Jour du chien                | Vite strozzate                               | Ricky Tognazzi      | France (avec Italie)                            |
| 1997  | Roméo + Juliette                | William Shakespeare's Romeo & Juliet         | Baz Luhrmann        | États-Unis                                      |
| 1998  | Hold You Tight                  | 愈快乐愈堕落 (Yue kuai le, yue duo luo)      | Stanley Kwan        | Hong Kong                                       |
| 1999  | Karnaval                        |                                              | Thomas Vincent      | France (avec Belgique)                          |
| 2000  | Dokuritsu shonen gasshoudan     |                                              | Akira Ogata         | Japon                                           |
| 2001  | La ciénaga                      |                                              | Lucrecia Martel     | Argentine (avec Espagne)                        |
| 2002  | Baader (Fraction armée rouge)   |                                              | Christopher Roth    | Allemagne                                       |
| 2003  | Hero                            | 英雄 (Ying xiong)                            | Zhang Yimou         | Hong Kong - Chine                               |
| 2004  | Maria, pleine de grâce          | Maria, llena eres de gracia                  | Joshua Marston      | États-Unis - Colombie                           |
| 2005  | La Saveur de la pastèque        | 天邊一朵雲 (Tiān biān yi duǒyún)             | Tsai Ming-liang     | Taïwan (avec France)                            |
| 2006  | Le Garde du corps               |                                              | Rodrigo Moreno      | Argentine (avec Allemagne - France)             |
| 2007  | Je suis un cyborg               | 싸이보그지만 괜찮아 (Saibogujiman kwenchana) | Park Chan-wook      | Corée du Sud                                    |
| 2008  | Lake Tahoe                      |                                              | Fernando Eimbcke    | Mexique                                         |
| 2009  | Gigante                         |                                              | Adrián Biniez       | Uruguay (avec Allemagne - Argentine - Pays-Bas) |
| 2009  | Tatarak                         |                                              | Andrzej Wajda       | Pologne                                         |
| 2010  | Si je veux siffler, je siffle   | Eu când vreau să fluier, fluier              | Florin Şerban       | Roumanie - Suède                                |
| 2011  | Qui, à part nous                | Wer wenn nicht wir                           | Andres Veiel        | Allemagne                                       |
| 2012  | Tabou                           | Tabu                                         | Miguel Gomes        | Portugal - Allemagne - France                   |
| 2013  | Vic+Flo ont vu un ours          |                                              | Denis Côté          | Canada                                          |
| 2014  | Aimer, boire et chanter         |                                              | Alain Resnais       | France                                          |
| 2015  | Ixcanul Volcano                 |                                              | Jayro Bustamante    | Guatemala                                       |
| 2016  | Berceuse pour un sombre mystère | Hele Sa Hiwagang Hapis                       | Lav Diaz            | Philippines                                     |
| 2017  | Tableau de chasse               | Pokot                                        | Agnieszka Holland   | Pologne                                         |
| 2018  | Les Héritières                  | Las herederas                                | Marcello Martinessi | Paraguay                                        |
| 2019  | Benni                           | Systemsprenger                               | Nora Fingscheidt    | Allemagne                                       |